# 班德瑙镇区
班德瑙鎮（緬甸語：[páɴtənɔ̀ mjo̰nɛ̀]）為緬甸伊洛瓦底省馬烏賓縣的行政區。2014年人口264,596人，區域面積1,330.9平方公里。班德瑙為該鎮之行政中心。